# FPV Racing

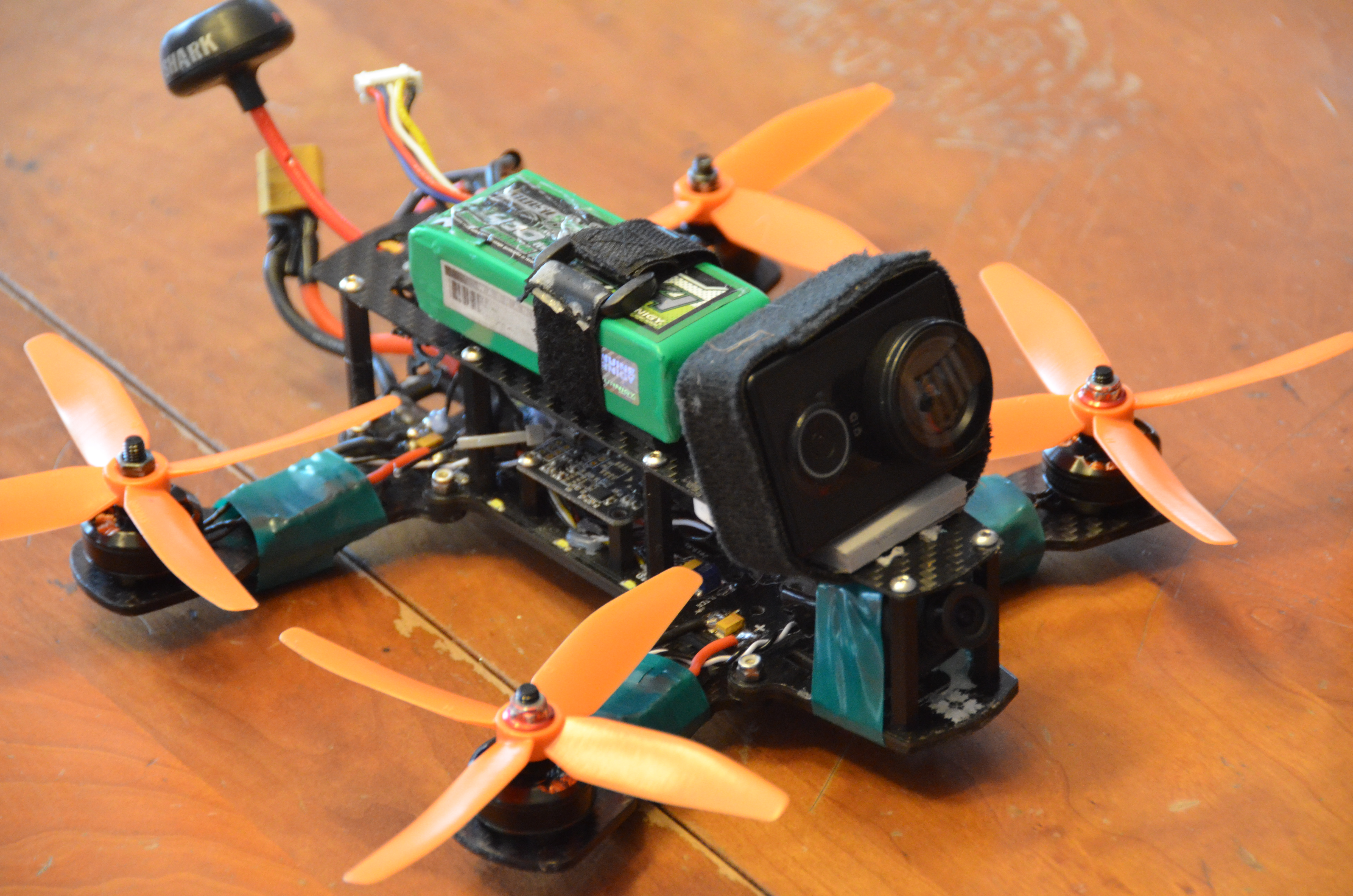
Typischer Quadrocopter für FPV Rennen mit einer Diagonale von 220 mm.

FPV Racing (englisch: First Person View Racing, frei übersetzt: Rennen aus der Ich-Perspektive), teilweise auch FPV drone racing, auf Englisch oft auch nur drone racing, ist ein Motorsport, bei dem die Teilnehmer mit unbemannten Luftfahrzeugen (üblicherweise kleine Quadcopter), Rennen fliegen. Auf diesen sind Kameras montiert, deren Videobild in Echtzeit direkt an Videobrillen der Teilnehmer übertragen wird. Das Ziel ist es möglichst schnell eine Rennstrecke zu absolvieren. Der Motorsport begann im Jahr 2014 als Amateursport in Australien.

## FPV-Racing-Technologie
FPV (first person view) bedeutet, dass der Pilot nur das sieht, was die Kamera des Fluggerätes aufnimmt. Um dies zu bewerkstelligen, wird das Bild von einer so genannten analogen FPV-Kamera, die am vorderen Ende der Drohne montiert ist, mit Hilfe von Radiowellen über eine Antenne, die sich meist hinten an der Drohne befindet (üblicherweise mit einer Frequenz von 5,8 GHz oder 2,4 GHz) an eine Videobrille übertragen. Die Technik dazu ist relativ neu und entwickelt sich ständig weiter. Während Videobrillen im Einsteigerbereich mit minimalen Funktionen schon relativ preisgünstig verfügbar sind, können höherwertige Brillen zusätzlich Funktionen z. B. wie einen HDMI-Eingang, Einsätze für Dioptrienausgleichslinsen oder Head-Tracking haben.
Grundsätzlich kann jede Drohne für Rennen verwendet werden, je nach Liga gibt es jedoch Einschränkungen. Die Drone Racing League (DRL) zum Beispiel entwickelt alle Quadcopter, die für das Event benutzt werden, selbst und stellt diese dann inklusive Backup-Drohnen und Ersatzteilen den Piloten zur Verfügung.
Bei der MultiGP verwenden die Piloten dagegen eigene Quadrocopter, wobei diese dann in Klassen nach Leistung und Größe eingeteilt werden.
Grundsätzlich sind die Drohnen darauf ausgelegt, möglichst schnell fliegen und wenden zu können, dabei jedoch möglichst crashsicher zu sein. Im Gegensatz dazu sind Quadcopter für Fotografie so gebaut, dass sie möglichst stabil schweben können. Die meisten Drohnen, die für Rennen verwendet werden, haben vier starke Motoren, um möglichst hohen Schub zu erzeugen, und einen Rahmen aus kohlenstofffaserverstärktem Kunststoff, um möglichst leicht, dabei jedoch stabil zu sein, um Abstürze zu überstehen. Die Quadcopter absolvieren die Rennen mit teilweise weit über 200 km/h und erfordern daher von ihren Piloten schnelle Reaktionen und enormes Können.

## Kurse
Kurse in Ligen wie der Drone Racing League sind meist so konzipiert, dass sie möglichst schwer zu absolvieren sind und bestehen aus vielen engen Toren, Tunneln und kurvenreichen Abschnitten; oft sind diese auch abgedunkelt und mit absichtlich verwirrenden hellen Lichtern ausgestattet.
Die Strecken anderer Ligen, wie die der U.S. National Drone Racing Championship sind dagegen offener und enthalten daher weniger und einfachere Hindernisse.
Die MultiGP wiederum legt gewisse Regeln fest, wie Ortsverbände ihre Kurse gestalten können. Außerdem bietet sie standardisierte Kurse, welche auf Zeit geflogen werden und wodurch die Flüge weltweit verglichen und auf einem globalen Rangliste gereiht werden können.
Grundsätzlich haben verschiedene Ligen verschiedene Kurse und Regeln. Die DRL kann sich als gut finanzierte Organisation, schwierigere Strecken mit mehr Hindernissen leisten, da sie auch entsprechend während der Rennen beschädigte Drohnen reparieren kann. Piloten die mit ihren eigenen Quadcoptern fliegen, werden eher weniger riskieren.

## Organisationen
Es gibt weltweit verschiedene Organisationen, welche verschiedene Regulierungen für einen fairen Wettkampf unter den Piloten zur Verfügung stellen:
- Fédération Aéronautique Internationale (FAI) – Als weltweiter Luftsportverband ist die Internationale Aeronautische Vereinigung zuständig für alle Aktivitäten im Bereich des Flugsports, inklusive der Drohnenrennen. So organisiert sie auch den FAI Drone Racing World Cup. Multicopter-Racing gehört zu der Klasse F3U.[7]
- European Rotor Sports Association (ERSA) – Europäische nicht-kommerzielle Gesellschaft, die sich um die Verbreitung des FPV-Sports in Europa kümmert und auch den European Cupveranstaltet.[8]
- MultiGP – Dieses profitorientierte Unternehmen organisiert weltweit Rennen und ist mit 30.000 Mitgliedern und 500 Ortsverbänden einer der größten Veranstalter für FPV-Rennen.[9]
- Drone Champions League (DCL) – ein profitorientiertes Unternehmen, welches Rennen an diversen Orten veranstaltet. 2018 wurden Rennen in Deutschland (München), Spanien (Madrid), China (Simatai), Belgien (Brüssel) und der Schweiz (Rapperswil) durchgeführt. Zu den Sponsoren gehören Breitling, Red Bull, Trilux und andere.[10][11]
- Drone Racing League (DRL) – Ein profitorientiertes Medienunternehmen, welches Rennen global an markanten Orten mit den besten Piloten weltweit veranstaltet.[12] Die Rennen werden dabei für ein Massenpublikum möglichst spektakulär aufbereitet.

## Vergangene Großveranstaltungen
- 2015 US Fat Shark National Drone Racing Championships, Kalifornien – Das erste eines jährlich stattfindenden FPV Rennens, welches in den Vereinigten Staaten in einem Stadium während der California State Fair abgehalten wurde. Die Preise hatten einen Gesamtwert von 25.000 US-Dollar, wofür über 100 Piloten an dem Rennen teilnahmen. Chad Nowak, ein australischer Pilot, gewann alle 3 Events: das Rennen gegen die Zeit, einen Teamwettbewerb und der Freestyle Trick Wettkampf. Dadurch erhielt er auch den Titel 2015 Drone Racing National Champion.[13][14][15]
- World Drone Prix, Dubai – Das bis dato größte und lukrativste Rennen mit Preisen in einer Höhe von 1 Million US-Dollar.[16]
- 2016 U.S. National Drone Racing Championships Presented by GoPro New York – Das zweite Event der U.S. National Drone Racing Championships, welches diesmal auf der Governors Island in New York stattfand. 145 Piloten kämpften um den Preis von 57.000 US-Dollar.[17][18][19]
- 2016 MultiGP National Championships, Indiana – Das zweite Rennen, der MultiGP bei der über 100 Piloten um den Hauptpreis von 15.000 US-Dollar flogen.[20][21]
- 2016 Fand das World Drone Racing Championships vom 20. bis 22. Oktober in Kualoa Ranch, auf der Insel Oahu in Hawaii, USA statt. Es wurden Preise im Wert vom 200.000 US-Dollar vergeben[22][23]